# 约翰·巴恩斯
約翰·班尼斯（John Barnes，1963年11月7日—），牙買加裔英格蘭足球運動員，擔任翼鋒，前英格蘭足球代表隊成員，球員時代曾效力過屈福特、利物浦、紐卡素以及查爾頓。退役後曾出任蘇超班霸些路迪、出生國牙買加國家隊及英甲球會燦美爾的領隊。

## 生平

### 球員
班尼斯出生於加勒比海國家牙買加首都京斯敦，在年幼時，班尼斯就舉家搬到英格蘭，在求學時期是學校的足球隊成員之一。
後來，他的出眾球技被屈福特所吸引，於是收歸旗下，並在1981年首次為球會上陣，更有不錯的表現，在該屆球季中，球隊以及班尼斯出色而穩定的表現令球會升上當時最高級別的英甲，又於1984年助球會晉身至聯賽杯的決賽，但最終不敵愛華頓。而班尼斯在球場的速度以及球技令他自己得到國家隊領隊波比·笠臣賞識，成為國家隊的成員之一。
入選國家隊後，班尼斯在一場對巴西的友賽，班尼斯射入一球令球迷嘆為觀止的仕球後，令他的名氣大提，同時，不少英格蘭球迷也對他極有期望，可惜，他在球會的表現卻和國家隊中有鮮明的對比，在國家隊中他一共上陣了79場，獲得12球入球，表現平平，更有主觀的球迷認為班尼斯根本未達國家隊球員認有的表現。
於1986年世界杯，班尼斯在八強賽中上陣，在球賽的75分鐘前，英格蘭依然落後阿根廷2:0，其後，班尼斯意外地有良好的表現，他助攻隊友，並射入入球，可惜最終以2:1不敵阿根廷。
回國後的1年，班尼斯以90萬英鎊轉會至利物浦，在新球會的首年，班尼斯就協助球會贏得聯賽的冠軍，但在足總杯中未能奪得冠軍，但無論如何，班尼斯都是利物浦奪得聯賽的其中一位功臣之一。同年，班尼斯更向大眾展示自己的音樂才能，他主唱的歌曲更成為了英國流行歌曲榜的季軍。次年，班尼斯助球會在120分鐘中以3:2戰勝愛華頓，奪回一年之前失去的足總杯，但卻不能蟬聯聯賽冠軍。
在班尼斯在利物浦的早期，他已經受到客方球迷的歧視，在班尼斯對巴西的一場友賽後，種族歧視主義者更暗示英格蘭只贏1:0就是因為班尼斯的存在，但班尼斯對此已習以為常。
於1990年，班尼斯不僅攻入22球成為球會的神射手，並為球會再次奪得聯賽冠軍。同年的世界盃，班尼斯在16強中對比利時的球賽中，他攻入了一球入球，但卻在爭議性中被判無效，幸而最後在加時中以1:0戰勝比利時。在同年之中，班尼斯再向大眾展示自己的音樂才能，他的廣告歌曲這次更成為了流行歌曲榜的冠軍。
1年後，班尼斯在利物浦攻入26球與伊恩·拉什齊成為球會最多入球的球員。後來，班尼斯開始為國家隊提拔新星，比如科拿以及麥馬拿文。在他一手培訓的年輕球員合作之下，班尼斯在1995年中，他們奪得了聯賽盃冠軍。後來，班尼斯於1997年8月離開利物浦，並轉會至紐卡素，班尼斯在利物浦共上陣406場，得到107入球。
班尼斯轉會至紐卡素後，在效力球會的短暫時期，未有任有的冠軍。後來，班尼斯轉至查爾頓，但又是短暫效力，其後宣佈退役。
在球員生涯中，他曾兩獲英格蘭足球先生的獎項以及一次PFA足球先生。

### 領隊
結束球員生涯後，班尼斯成為了蘇超班霸之一的些路迪領隊，可惜事實證明他並不適合成為領隊，班尼斯後來轉為球評家。2008年9月16日宣佈獲委任教出生地牙買加國家隊，於11月1日正式上任。2009年6月15日與牙買加解約轉任英甲球會燦美爾的領隊，但任教不足4個月便因成績差劣而被辭退